# Mariage d'amour (film, 1917)
Pour les articles homonymes, voir Mariage d'amour.
Pour plus de détails, voir Fiche technique et Distribution.
Mariage d'amour est un film français muet réalisé par André Hugon, sorti en 1917.

## Fiche technique
- Réalisation : André Hugon[1]
- Société de production : Les Films Succès[1]
- Format : Noir et blanc - Muet
- Date de sortie : 1917

## Distribution
- Marie-Louise Derval[1]